# Torre di Derby
La Chiesa di Sant'Orso a Derby (fr. Église Saint-Ours de Derby), nota come Torre di Derby (in francese, Tour de Derby), sorse probabilmente nei secoli XI - XII.  Si trova nel centro di Derby, frazione del comune valdostano di La Salle, lungo la strada principale che porta al Castello giudiziario e al Castello notarile.
Oltre a rivestire un’importanza storico-culturale, rappresenta un simbolo identitario per la comunità locale. La struttura è tutt'oggi in funzione ed è l'unico edificio storico di Derby visitabile.

## Storia
In occasione della visita pastorale del 1416 risultava da poco restaurato. Fu consacrato da Jérôme Ferragatta, vescovo di Aosta, il 22 luglio 1567; a ricordo del fatto, rimane sul contrafforte a destra del portale una croce di consacrazione.
Tutto l’edificio ha subito un notevole intervento di restauro nel 1967 che ha restituito alla chiesa il suo aspetto cinquecentesco, rimuovendo le decorazioni ottocentesche.

## Caratteristiche
Il campanile, esile ed elegante, presenta una torre quadrata in pietra. La base, che nell’interno ha tracce di muratura a lisca di pesce, risale probabilmente ad epoca anteriore. Più recente la parte superiore, che presenta due serie di bifore (secoli XVI e XVII). La porta di accesso verso la chiesa, intagliata con il monogramma di Cristo, reca la data 1671.
Vicino all’ingresso, si presenta un battistero in pietra lavorata (1688), con lo stemma dei Savoia, signori della Valdigne.
Un grande crocifisso ligneo da arco trionfale, del XVI secolo, sovrasta il coro. L’altare maggiore, in marmo policromo, è del XVII secolo; la pala sovrastante è stata rimossa in occasione dei restauri e due colonne tortili marmoree affiancano ora il tabernacolo murale.
Una nicchia nella parete accoglie un piccolo museo di arte sacra: pregevole un bel cofanetto reliquiario in lamina di argento del XV secolo.
Nel 2022 un progetto prevede la manutenzione del manto di copertura della chiesa, che risulta al momento compromesso da lose rotte e presenta problemi di infiltrazioni d’acqua, con conseguenti danni alle volte e alle travi sottostanti.
Il progetto ha incluso anche un intervento di restauro conservativo del campanile